# ГНУ Бинутилс
ГНУ Бинарни Алат или бинутилс представља скуп програмских алата за креирање и управљање бинарних програма, објектних фајлова, библиотека, профил података, монтажа изворног кода оригинално написан од стране програмера из Cygnus Solutions.
ГНУ бинутилс се обично користе у комбинацији са компајлерима као што је ГНУ колекција компајлера (ГКК), изграђени алати као make, као и ГНУ дибагер (гдб).
Кроз коришћење библиотеке за бинарне фајлове (libbfd), већина алата подржава различите формате датотека подржаних од стране libbfd.
H.J. Lu одржава верзију бинутилс са крварења ивица функција чисто за Линукс.
Ulrich Drepper је написао elfutils, како би заменио ГНУ Бинутилс, чисто за Линукс и за подршку само за ELF и DWARF.

## Команде
Бинутилс обухвата следеће команде:
| as        | асемблер познатији као GAS (ГНУ Асемблер)        |
| ld        | линкер                                           |
| gprof     | профајлер                                        |
| addr2line | претварање адресе у датотеку                     |
| ar        | креирање, модификација, и распакиванје из архива |
| c++filt   | demangling филтер за C++ симболе                 |
| dlltool   | стварање Виндоус динамик-линк библиотеке         |
| gold      | алтернативни линкови                             |
| nlmconv   | фајлови за конверзацију NetWare Loadable модул   |
| nm (Unix) | листе симбола у објекту датотеке                 |
| objcopy   | копирање датотека, могућност стварања промена    |
| objdump   | давање информација о датотекама                  |
| ranlib    | генеришу индексе за архиву                       |
| readelf   | приказ садржаја ELF датотека                     |
| size      | Листа укупне величине и секција                  |
| strings   | листа штампаних низова                           |
| strip     | отклањање симбола из објекта датотеке            |
| windmc    | генерисе ресурсе Виндоус порука                  |
| windres   | компајлер за Виндоус ресурсе датотека            |